# Calea ferată Brașov–Zărnești
Calea ferată Brașov–Zărnești este o cale ferată secundară în România. Ea traversează sud-estul Transilvaniei, prin Țara Bârsei și pe marginea nordică a Munților Piatra Craiului.

## Istoric
La momentul construirii căii ferate, regiunea Transilvania aparținea de Regatul Ungariei. Motivul pentru construirea acestei linii a fost în principal nevoia de a asigura transportul de lemn, cărbune, piatră, produse agricole ca și al produselor fabricii de hârtie din Zărnești.
Proiectul a fost finanțat de casele bancare Erlanger și Fiii din Frankfurt și Frații Sulzbach din Viena. Lucrările propriu-zise au fost executate de antreprenorii Leo Arnoldi și Smerker. În februarie 1891, o comisie a stabilit un traseu exact, de la Brașov (în germană Kronstadt) spre Zărnești (în germană Zernen). Calea ferată a fost inaugurată la 6 iunie 1891; circulația trenurilor a început la 24 iunie 1891.
Inițial, calea ferată Brașov–Zărnești a fost exploatată de o companie particulară (Brassó-Háromszéki Helyi Érdekű Vasutak, BHHÉV), iar apoi a fost preluată la 7 martie 1897 de către compania feroviară ungară de stat MÁV.
La sfârșitul Primului Război Mondial, Transilvania a devenit parte componentă a României, iar căile ferate din Transilvania au fost preluate de compania feroviară română de stat CFR.

## Situație actuală
În anul 2005, acest traseu a fost concesionat operatorului privat Regiotrans. În prezent, circulă zilnic în ambele direcții aproximativ 8 trenuri de călători.

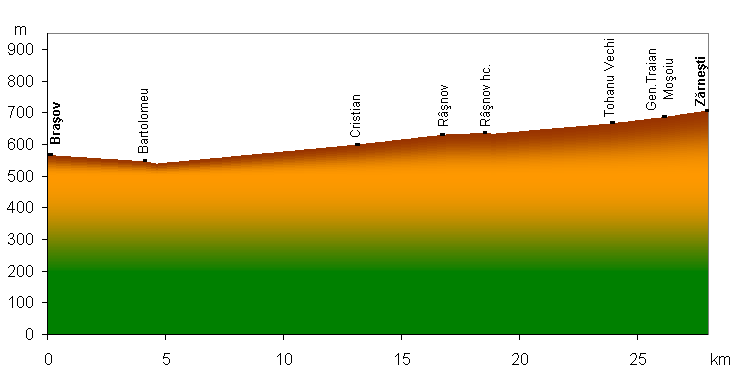
Profilul la înălțime al căii ferate